# エクスタシーレコード

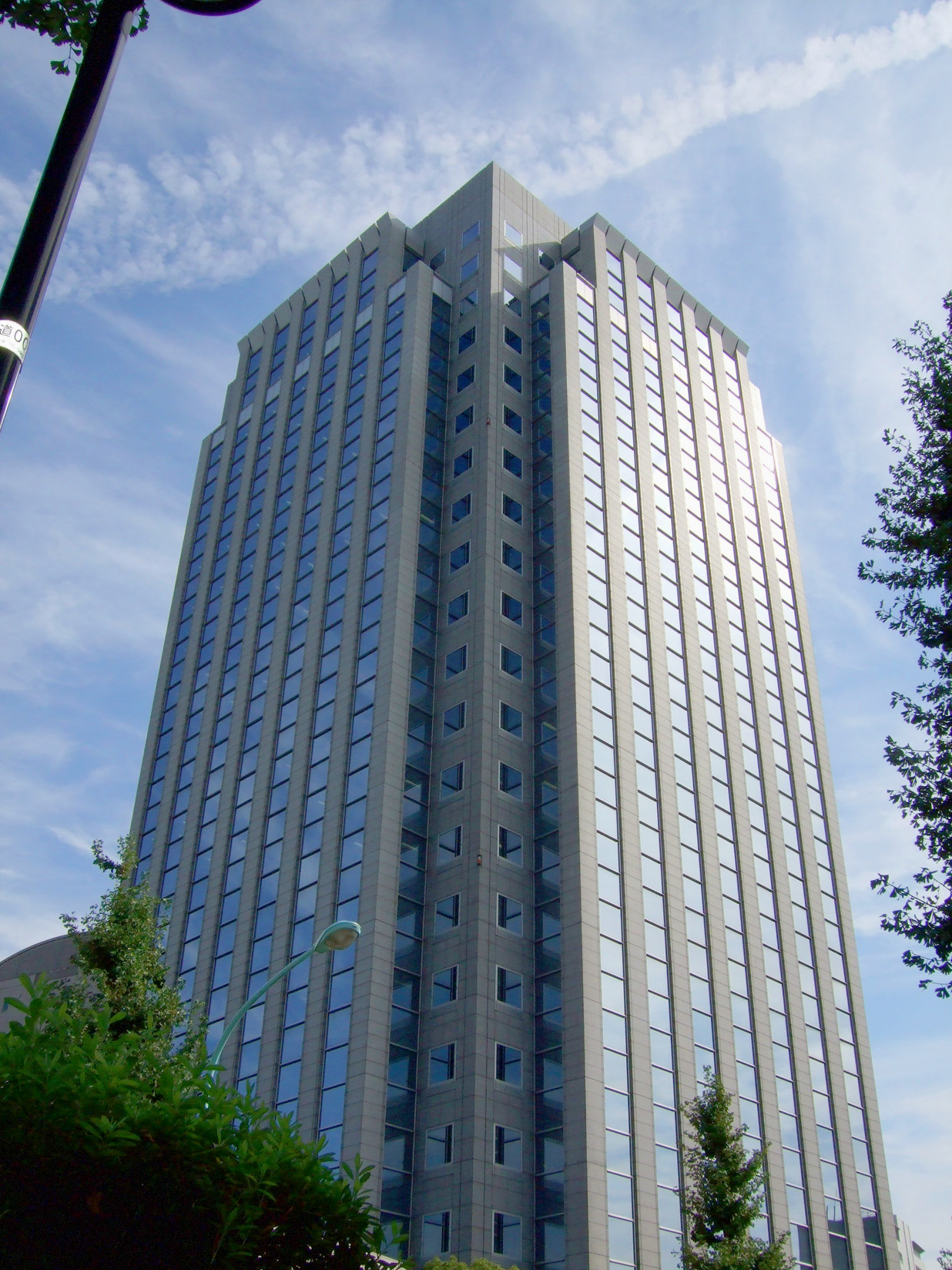
恵比寿プライムスクエアタワー

株式会社エクスタシーレコーズ (Extasy Records) は、日本のミュージシャンであるYOSHIKIによって1986年に設立されたレコード会社およびインディーズレーベル。本社は東京都渋谷区広尾の恵比寿プライムスクエアタワー11階にあった。LADIES ROOMのGEORGEなどが取締役などの職に就いていおり、TOKYO YANKEESの梅村総一郎も生前取締役であった。また、HIDEも制作部長を務めていた。
日本のロック、特にヴィジュアル系ロックを広く世間に広めた先駆的存在であり、多くの人気を博したヴィジュアル系ロックバンドが所属していた事で、全盛期にはCOLORのダイナマイト・トミーこと冨岡裕が設立したフリーウィルと並び「東のエクスタシー、西のフリーウィル」とも呼ばれていた。
2000年にメジャーレーベルのエクスタシー・ジャパン (Extasy Japan) と、エクスタシー・レコーズ・インターナショナル (Extasy Records International) が発足した。

## 概要
YOSHIKIによるレーベルの趣旨は「たてまえだらけのメジャー業界を本音でぶっ壊しましょう」であった。
YOSHIKIは、社長としては「立花香流（たちばな かおる）」名義を用いていた。
広告に力を入れており、音楽雑誌に月1のペースで掲載されていた。エクスタシー関連の広告のキャッチコピーは、全てYOSHIKIが手がけた。メジャーデビュー時のXの総宣伝費が1000万円であったのに対して、LUNA SEAのデビューアルバム『LUNA SEA』の雑誌広告費だけでも3000万円かけていた。
HIDEは「バンドリサーチ担当」という役職・Sighs of Love PotionのSEXY ROSE HARRY（服部年宏）は代表取締役に就いていた。
バンドマンに対する条件は「凶暴性な奴は歓迎」「派手な奴」「ある程度の演奏レベル（エクスタシーの判断による、基準のレベルに達していること）」「最終的に気合が入っている奴。殴られようが蹴飛ばされようが、『オレはやってやる!』という気合を持った姿勢を崩さない奴。見せかけだけの気合ではいけない」という条件を出した上で、デモテープ・ビデオテープを募集した。ただし、楽曲に関してはバンドのカラーを尊重して口出ししなかった。
エクスタシーのスタッフに対する条件として、「今いるスタッフの中に溶け込める人。全員の和が大切である。和を乱す奴は必要ない」「明るく気持ち良いノリ一発という部分を持っている人」「全ての仕事で最終決定権は社長が握っている」「エクスタシーから出すアーティストは必ず売る、意地でも売る」ことを受け入れる人材を求めた。
あくまでもレコード会社であり、芸能事務所ではないが、それでも連絡先の紹介・物販・ライブの受付・版下作りも全てエクスタシーのスタッフ・バンドマン総出で行い、場合によっては社内に人がいない場合もあった。Xがソニーと契約していた・流通部門が弱かったのもあり、バンドの将来を思って大手レコード会社とのメジャー契約を勧め、相談にも乗った。音楽出版社として「エクスタシー音楽出版社」を経営し、1998年2月の時点で30組のバンドが登録し、楽曲権は150曲弱を管理していた。その上で、1980年代の既存のレコード会社・芸能事務所に所属していたアーティストがヒット曲を出しても、「初期投資の回収」と称して収益の多くを会社側が持って行き、アーティストの生活・実力・芸術家としてのセンスが上向かないことを危惧し、所属アーティストの権利を守り、収益をアーティストに還元することを保障し、YOSHIKI自らも契約・権利関係に詳しくなるように務めた。

## 歴史
1985年、インディーズで活動していたX（現在のX JAPAN）はレコードのリリースを目指していたが、レコード会社からのオファーがなかったため、自らレコードをリリースすることになった。レコードを発売するための知識が全く無かったリーダーのYOSHIKIは、レコードのプレス工場、印刷工場、出版社、写植工房、レコード店などを直接訪ね歩き、レコード制作から販売ルートまでを一から学んでいった。レコードの制作費用や売り上げの管理、税金の申告には会社組織が効率的であるとして、休眠状態となっていたYOSHIKIの実家の呉服会社を業務変更して、1986年4月に『エクスタシーレコーズ』が設立された。同時にXの「オルガスム」をリリース。インディーズを扱うレコード店に直接電話で掛け合って店に置いてもらい、YOSHIKIの友達やXのメンバーに通販の郵送手続きなどは手伝ってもらっていた。また、レコードの宣伝広告に関しても、雑誌社や版下屋を直接訪ね歩いて掲載に漕ぎ着けた。
しかし、運営においてLADIES ROOMのGEORGEがスタッフのいい加減な勤務態度に腹を立てて、「こんな会社、なくてもいいんじゃない?」と抗議する事もあり、『Vanishing Vision』がヒットした後ソニーから「一回会社運営の方はやめて、音楽制作に集中してみては？」と言われたことでXはソニーと契約した。そして、YOSHIKIは改めてエクスタシーレコードのスタッフに対し「運営について俺たちの意見ばかりで申し訳なかった」と謝罪し畳もうとしていた。しかし周囲の友達・後輩から「本当に悪かったと思っているなら、自分たちのレコードを出してくれ！」と抗議されて、結果運営を続行する事になる。『Vanishing Vision』の方法論を駆使してXのローディーをしていたLADIES ROOMや、ZI:KILL、LUNA SEA、TOKYO YANKEES、GLAYらが続々とインディーズデビューを飾った。その後メジャーデビューを果たす事となり、ヴィジュアル系バンドのメジャーへの登龍門的存在となった。
2000年にレーベルの設立15周年を記念したコンピレーション・アルバム『History of EXTASY 15th Anniversary』をリリースするが、これ以降はレーベルとしての活動が失速気味となる。2003年初頭以降、オフィシャルサイトの更新が途絶え、サイトは存在するものの、事実上活動を停止した。しかし、「extasyrecords.co.jp」のドメインは毎年「株式会社 エクスタシーレコーズ」名義で更新されている。
2022年、YOSHIKIの実弟である林光樹が代表取締役社長に就任。TuneCoreとパートナーシップを結ぶ。

## エクスタシー・サミット
エクスタシー・サミットは、LADIES ROOM、ZI:KILL、LUNA SEAなど、エクスタシーレコーズ所属のバンドが一堂に会して行っていたライブイベントである。
コンセプトは「1日限りのお祭り」であり、ただ遊びに来たミュージシャンも気軽に飛び入り参加でき、利益ではなく横のつながり・信頼できる友達関係を大切にした。但し、始めた時点からミュージシャンの移動とスケジュールの関係で準備が難しかった。
1988年に、大阪のライブハウス・バーボンハウスで最初に行われた。その後、目黒鹿鳴館を中心に定期的に開催され、1989年9月に渋谷公会堂、1991年10月には日本武道館、翌1992年には大阪城ホールと日本武道館で行われている。イベントの模様を収めたビデオや書籍もリリースされた。これ以降は、YOSHIKIがロサンゼルスに活動の拠点を移したことや、他バンドのメジャーでの活躍などで個々のバンドが忙しくなり、イベント開催は行われなくなった。
エクスタシー・サミットでは各バンドのメンバーが入り混じってのセッションも行われた。1992年10月31日の日本武道館では、ドラマーに真矢（LUNA SEA）、ベースにGEORGE（LADIES ROOM）とARAYAMA(AMI)（東京ヤンキース）。ギターにSUGIZO（LUNA SEA）、NORI（東京ヤンキース）、KEN（ZI:KILL）、PATA （X JAPAN）、HIDE （X JAPAN）、YOSHIKI（X JAPAN）。ボーカルにUME（東京ヤンキース）とTOSHI（X JAPAN）というメンバー構成で、バンド名「サイレントいやらしーず」としてXの楽曲「X」を演奏した。

## 所属アーティスト
以下はこれまでにエクスタシーレコーズから作品をリリースしたバンドおよびアーティストの一覧である。

| - Acid Bell - BRAIN DRIVE - EX-ANS - Facet - Gilles de Rais - GLAY（プラチナム・レコード） - HYPERM∀NIA - LADIES ROOM - LUNA SEA - MAGNITUDE9.8 - media youth - nothing color - ラヴィアンローズ | - POISON - P2H - SCREAMING MAD GEORGE&PSYCHOSIS - Sighs of Love Potion - VELVET BLUE - VIRUS - X JAPAN - YOUTHQUAKE - ZI:KILL - THE ZOLGE - 東京YANKEES - BEAST |

## EP作品
| 規格品番 | アーティスト | タイトル           | 発売日        |
| -------- | ------------ | ------------------ | ------------- |
| EX-001   | X            | オルガスム         | 1986年4月10日 |
| EX-002   | POISON       | Mystery Temptation | 1986年        |
| EXE-001  | LADIESROOM   | SWAPPING PARTY     | 1988年5月     |

## LP作品
| 規格品番 | アーティスト | タイトル                               | 発売日         |
| -------- | ------------ | -------------------------------------- | -------------- |
| EXL-001  | X            | Vanishing Vision                       | 1988年4月14日  |
| EXL-002  | X            | Vanishing Vision(ピクチャーレーベル盤) | 1988年10月21日 |
| EXL-003  | LADIESROOM   | SEX SEX SEX                            | 1989年11月10日 |

## CD作品
| 規格品番 | アーティスト                   | タイトル                           | 発売日         |
| -------- | ------------------------------ | ---------------------------------- | -------------- |
| EXG-001  | ZI:KILL                        | 真世界〜REAL OF THE WORLD〜        | 1989年7月21日  |
| EXC-001  | X                              | VANISHING VISION                   | 1989年10月15日 |
| EXC-002  | LADIES ROOM                    | SEX SEX SEX                        | 1989年11月10日 |
| EXG-002  | ZI:KILL                        | CLOSE DANCE                        | 1990年3月25日  |
| EXC-003  | VIRUS                          | MATERIALS                          | 1990年4月21日  |
| EXC-004  | EX-ANS                         | Habit of Sex                       | 1990年5月21日  |
| EXC-005  | LUNA SEA                       | LUNA SEA                           | 1991年4月21日  |
| EXC-006  | 東京YANKEES                    | Do the DIRTY                       | 1991年5月28日  |
| EXC-007  | Gilles de Rais                 | 殺意                               | 1992年1月21日  |
| EXC-008  | THE ZOLGE                      | DEADLY SANCTUARY                   | 1992年3月21日  |
| EXG-003  | ZI:KILL                        | TOMORROW...                        | 1992年7月29日  |
| EXC-009  | 東京YANKEES                    | Overdoing                          | 1992年10月1日  |
| EXC-010  | Gilles de Rais                 | BECAUSE                            | 1993年1月21日  |
| EXC-011  | Media-Youth                    | Awake of youth                     | 1993年2月1日   |
| EXC-012  | SCREAMING MAD GEORGE&PSYCHOSIS | TRANSMUTATION                      | 1993年6月10日  |
| EXC-013  | YOUTHQUAKE                     | QUAKE DOPE                         | 1994年3月25日  |
| EXC-014  | YOUTHQUAKE                     | YOUTH…MINE AND THE TRUTH           | 1994年3月25日  |
| EXC-015  | GLAY                           | 灰とダイヤモンド                   | 1994年5月25日  |
| EXC-016  | HYPERM∀NIA                     | 虹の向こうへ…                      | 1995年7月21日  |
| EXC-017  | YOUTHQUAKE                     | YOUTHQUAKE                         | 1996年1月21日  |
| EXC-018  | HYPERM∀NIA                     | Together along                     | 1996年7月15日  |
| EXC-019  | Acid Bell                      | "SPEAK?"                           | 1996年10月21日 |
| EXU-005  | ラヴィアンローズ               | 人志1～5才                         | 1998年8月27日  |
| EXO-101  | Various Artists                | LIGHTNING&THUNDER                  | 1998年10月1日  |
| EXC-020  | Various Artists                | History of EXTASY 15th Anniversary | 2000年6月21日  |
| EXC-021  | PICK2HAND                      | クサ イキレ                        | 2001年4月25日  |
| XXC-1024 | ラヴィアンローズ               | 人志1～5才                         | 2001年5月9日   |
| XXC-1030 | YOUTHQUAKE                     | APOCALYPSE                         | 2001年6月6日   |
| EXC-022  | ラヴィアンローズ               | L STYLE                            | 2002年10月30日 |

## コンピレーション・アルバム
- 『LIGHTNING&THUNDER』（1998年10月、EXO-101）
- 『History of EXTASY 15th Anniversary』（2000年6月、EXC-20）

## 映像作品
| タイトル                                                           | フォーマット | 規格品番  | 発売日        | 販売元       |
| ------------------------------------------------------------------ | ------------ | --------- | ------------- | ------------ |
| 無敵と書いてEXTASYと読む!! 〜EXTASY SUMMIT '91 AT NIPPON BUDOKAN〜 | VHS          | SRVM-297  | 1992年2月21日 | SONY RECORDS |
| 無敵と書いてEXTASYと読む!! 〜EXTASY SUMMIT '91 AT NIPPON BUDOKAN〜 | BETA         | SRUM-3297 | 1992年2月21日 | SONY RECORDS |
| 無敵と書いてEXTASYと読む!! 〜EXTASY SUMMIT '91 AT NIPPON BUDOKAN〜 | LD           | SRLM-297  | 1992年3月1日  | SONY RECORDS |
| みんな無名だった、だけど…無敵だった 〜EXTASY SUMMIT 1992〜         | VHS          | AMVM-8020 | 1993年5月10日 | MMG          |
| みんな無名だった、だけど…無敵だった 〜EXTASY SUMMIT 1992〜         | LD           | AMLM-8020 | 1993年5月10日 | MMG          |

## 書籍
- 『無敵 EXTASY BOOK』（1992年、立東社）
- 『無敵II EXTASY BOOK 1993』（1993年、立東社）

## 関連レーベル

### GHOST DISK

#### 所属アーティスト
- ZI:KILL

#### 作品

エクスタシー・ジャパンおよびエクスタシー・レコード・インターナショナルで使用されているロゴ。

| 規格品番 | アーティスト | タイトル                    | 発売日                              |
| -------- | ------------ | --------------------------- | ----------------------------------- |
| EXG-001  | ZI:KILL      | 真世界～REAL OF THE WORLD～ | 1989年3月21日(LP) 1989年7月21日(CD) |
| EXG-002  | ZI:KILL      | CLOSE DANCE                 | 1990年3月25日                       |
| EXG-003  | ZI:KILL      | TOMORROW...                 | 1992年7月29日                       |

### Ug,GARAGE
正式名称「under ground,garage（アンダーグラウンド・ガラージ）」。1993年にDEEPがポップ・パンク専門のレーベルとして本社内に設立。

#### 所属アーティスト
- Breath(R)
- DEEP
- THE HATE HONEY
- ラヴィアンローズ

#### 作品
| 規格品番 | アーティスト     | タイトル      | 発売日        |
| -------- | ---------------- | ------------- | ------------- |
| EXU-001  | DEEP             | DEAR ROCKERS  | 1993年2月26日 |
| EXU-002  | DEEP             | 路地裏と少年  | 1994年1月21日 |
| EXU-003  | Breath           | ガラクタの唄  | 1995年12月5日 |
| EXU-004  | THE HATE HONEY   | DETOROIT      | 1997年6月13日 |
| EXU-005  | ラヴィアンローズ | 人志 1才～5才 | 1998年8月27日 |

### エクスタシー・ジャパン
YOSHIKIとメディアファクトリーの共同出資で1999年8月27日に設立されたメジャーレーベル。数組のバンドやソロアーティストをデビューさせたが、事業的には軌道に乗らなかったらしく、ここ数年は事実上の休眠状態。

#### 所属アーティスト
- BEAST
- Revenus
- Shiro
- 工藤静香

#### 作品
| 規格品番   | アーティスト | タイトル         | 発売日         | 販売元                         |
| ---------- | ------------ | ---------------- | -------------- | ------------------------------ |
| EXJ-1      | Shiro        | Pearl            | 2000年7月5日   | ワーナーミュージック・ジャパン |
| EXJ-2      | Revenus      | Happy Driving    | 2000年8月23日  | ワーナーミュージック・ジャパン |
| EJCJ-80001 | 工藤静香     | 深紅の花         | 2000年11月8日  | ワーナーミュージック・ジャパン |
| EJCJ-80002 | Shiro        | 透明な自分       | 2000年11月29日 | ワーナーミュージック・ジャパン |
| EJCJ-80003 | Revenus      | 千の瞳           | 2001年2月7日   | ワーナーミュージック・ジャパン |
| EJCJ-80004 | Revenus      | Flower           | 2001年5月9日   | ワーナーミュージック・ジャパン |
| POCE-3200  | 工藤静香     | maple            | 2002年4月24日  | ユニバーサル ミュージック      |
| AMCM-4491  | BEAST        | LR-7             | 2000年7月26日  | イーストウエスト・ジャパン     |
| AMCM-4494  | BEAST        | Chemical         | 2000年11月22日 | イーストウエスト・ジャパン     |
| AMCM-4529  | BEAST        | VISION           | 2001年4月11日  | イーストウエスト・ジャパン     |
| AMCM-4495  | BEAST        | Imagination∞lenS | 2001年5月9日   | イーストウエスト・ジャパン     |
| AMCM-4568  | Flangers     | ライラック       | 2001年10月24日 | イーストウエスト・ジャパン     |
| AMCM-70001 | Flangers     | 新しいドア       | 2002年3月27日  | イーストウエスト・ジャパン     |

### エクスタシー・レコーズ・インターナショナル
YOSHIKIがロサンゼルスに設立したアメリカにおけるメジャーレーベル。エクスタシー・ジャパン同様、数組のアーティストをメジャーデビューさせたが、その後2007年まで休眠。アメリカ国内においての流通は、ワーナーミュージック（米国法人）に委託していた。「Extasy Records International」をアメリカ国内で商標登録しようとしたところ、「Extasyと似た音を持つもの(X-tacy)があった」など様々な理由で、2001年2月に米国特許商標庁から登録を拒否されている。2007年に映画『Catacombs』オリジナル・サウンドトラックをExtasy Records Internationalより発売。また、再結成したX JAPANのMySpaceの試聴の際のレコード会社の表記では「Extasy Records International」と表記されている。

#### 所属アーティスト
- エイジア・ダシュール
- アバンダンド・プールズ
- キドニーシーヴス
- ローラ・ドーン
- レッド・デリシャス
- サブ・バイオニック
- Violet UK

### Extasy A Music
X JAPAN「I.V.」全世界同時発売時に設立されたレーベル。理由は不明だが、日本版のみノークレジットである。

### EXTASY BEYOND
2023年にエクスタシーレコード再始動時に設立されたレーベル。
「音楽ジャンルで括ることはなく、新たな歴史創造を目指す」「過去の歴史は真直ぐに残しつつ、誰もができなかった事にチャレンジして行く」ことを目標にしている。

#### 所属アーティスト
- ちぃたん☆KISS〜愛のROCK BAND〜[11]